# Bahnstrecke George–Knysna
| |                   |                         |                         |
| Streckenlänge: | 68 km             |                         |                         |
| Spurweite: | 1067 mm (Kapspur) |                         |                         |
| |                   |                         |                         |
| \| \| \| von Oudtshoorn \| \| \| \| 0,0 \| George \| 226 m \| \| \| \| von und nach Mossel Bay \| \| \| \| \| Industrieanschluss \| \| \| \| \| N2 \| \| \| \| 11,0 \| Victoria Bay \| 47 m \| \| \| \| \| \| \| \| \| \| \| \| \| \| Kaaimans River \| \| \| \| 13,0 \| Kaaimans River \| Kaaimans River \| \| \| \| \| \| \| \| 14,5 \| Wilderness \| 8 m \| \| \| \| N2 \| \| \| \| \| Touw River \| \| \| \| \| Touw River \| \| \| \| 18,0 \| Fairy Knowe \| Fairy Knowe \| \| \| \| Touw River \| \| \| \| 19,5 \| Serpentine \| Serpentine \| \| \| \| Duiwe River \| \| \| \| 22,5 \| Duiwerivier \| Duiwerivier \| \| \| 27,5 \| Rondevallei \| Rondevallei \| \| \| 32,0 \| Swartvlei \| Swartvlei \| \| \| \| Swartvlei-Lagune \| \| \| \| 37,0 \| Sedgefield \| 9 m \| \| \| 43,5 \| Ruigtevlei \| Ruigtevlei \| \| \| \| N2 \| \| \| \| \| Goukamma River \| \| \| \| 51,5 \| Goukamma \| 12 m \| \| \| 58,0 \| Keytersnek \| 121 m \| \| \| 61,0 \| Belvidere \| 71 m \| \| \| 64,5 \| Brenton \| 2 m \| \| \| \| Lagune von Knysna \| \| \| \| 67,5 \| Knysna \| 2 m \| \| \| 68,0 \| Ladegleise \| Ladegleise \| |                   |                         |                         |
| Strecke |                   | von Oudtshoorn          | von Oudtshoorn          |
| Bahnhof | 0,0               | George                  | 226 m                   |
| Abzweig geradeaus, nach rechts und von rechts |                   | von und nach Mossel Bay | von und nach Mossel Bay |
| Abzweig geradeaus und nach links |                   | Industrieanschluss      | Industrieanschluss      |
| Strecke mit Straßenbrücke |                   | N2                      | N2                      |
| ehemaliger Haltepunkt / Haltestelle | 11,0              | Victoria Bay            | 47 m                    |
| Tunnel |                   |                         |                         |
| Tunnel |                   |                         |                         |
| Brücke über Wasserlauf |                   | Kaaimans River          | Kaaimans River          |
| ehemaliger Haltepunkt / Haltestelle | 13,0              | Kaaimans River          | Kaaimans River          |
| Tunnel |                   |                         |                         |
| Bahnhof | 14,5              | Wilderness              | 8 m                     |
| Strecke mit Straßenbrücke |                   | N2                      | N2                      |
| Brücke über Wasserlauf |                   | Touw River              | Touw River              |
| Brücke über Wasserlauf |                   | Touw River              | Touw River              |
| ehemaliger Haltepunkt / Haltestelle | 18,0              | Fairy Knowe             | Fairy Knowe             |
| Brücke über Wasserlauf |                   | Touw River              | Touw River              |
| ehemaliger Haltepunkt / Haltestelle | 19,5              | Serpentine              | Serpentine              |
| Brücke über Wasserlauf |                   | Duiwe River             | Duiwe River             |
| ehemaliger Haltepunkt / Haltestelle | 22,5              | Duiwerivier             | Duiwerivier             |
| ehemaliger Haltepunkt / Haltestelle | 27,5              | Rondevallei             | Rondevallei             |
| ehemaliger Haltepunkt / Haltestelle | 32,0              | Swartvlei               | Swartvlei               |
| Brücke über Wasserlauf |                   | Swartvlei-Lagune        | Swartvlei-Lagune        |
| Bahnhof | 37,0              | Sedgefield              | 9 m                     |
| ehemaliger Haltepunkt / Haltestelle | 43,5              | Ruigtevlei              | Ruigtevlei              |
| Brücke |                   | N2                      | N2                      |
| Brücke über Wasserlauf |                   | Goukamma River          | Goukamma River          |
| Bahnhof | 51,5              | Goukamma                | 12 m                    |
| ehemaliger Haltepunkt / Haltestelle | 58,0              | Keytersnek              | 121 m                   |
| ehemaliger Haltepunkt / Haltestelle | 61,0              | Belvidere               | 71 m                    |
| ehemaliger Haltepunkt / Haltestelle | 64,5              | Brenton                 | 2 m                     |
| Brücke über Wasserlauf |                   | Lagune von Knysna       | Lagune von Knysna       |
| Bahnhof | 67,5              | Knysna                  | 2 m                     |
| Betriebs-/Güterbahnhof Streckenende | 68,0              | Ladegleise              | Ladegleise              |

Die Bahnstrecke George–Knysna ist eine eingleisige, nicht elektrifizierte Eisenbahnstrecke in der südafrikanischen Provinz Westkap, welche die Städte George und Knysna verbindet. Sie war die letzte planmäßig von Dampflokomotiven bediente Strecke in Südafrika. Der seit 1993 von der Transnet Heritage Preservation geführte Betrieb, wurde nach Sturmschäden an der Strecke 2006 eingestellt.

## Geschichte
Die 68 Kilometer lange Strecke wurde zwischen 1924 und 1928 gebaut und galt damals wegen der schwierigen topografischen Bedingungen als teuerster Streckenabschnitt der Welt. Die Strecke diente hauptsächlich dem Holztransport aus den Wäldern um Knysna nach George, wo dieses auf Seeschiffe verladen wurde. Die Bahn wurde seit 1992 offiziell als Museumsbahn betrieben, so dass der Dampfbetrieb sichergestellt schien. Die spektakuläre Streckenführung entlang der Küste der Garden Route macht sie auch zu einem beliebten Ziel für Touristen und Eisenbahnfreunde.
Im August 2006 kam es nach schweren Regenfällen am Kaaimans-Pass (oberhalb der östlichen Seite der Brücke) zu Erdrutschen. Seitdem ist die Strecke unterbrochen, da es zu Gleisverwerfungen kam und Felsmassen auf die Gleise stürzten. Des Weiteren wurden im November 2007 die Gleise auf dem Bahndamm in der Swartvlei-Lagune unterspült. Der Schaden wurde auf 100 Millionen Rand (damals rund 10 Millionen Euro) geschätzt.
Im Juni 2016 wurde mit dem Wiederaufbau der Strecke durch ein Konsortium um Classic Rail begonnen.

## Verlauf

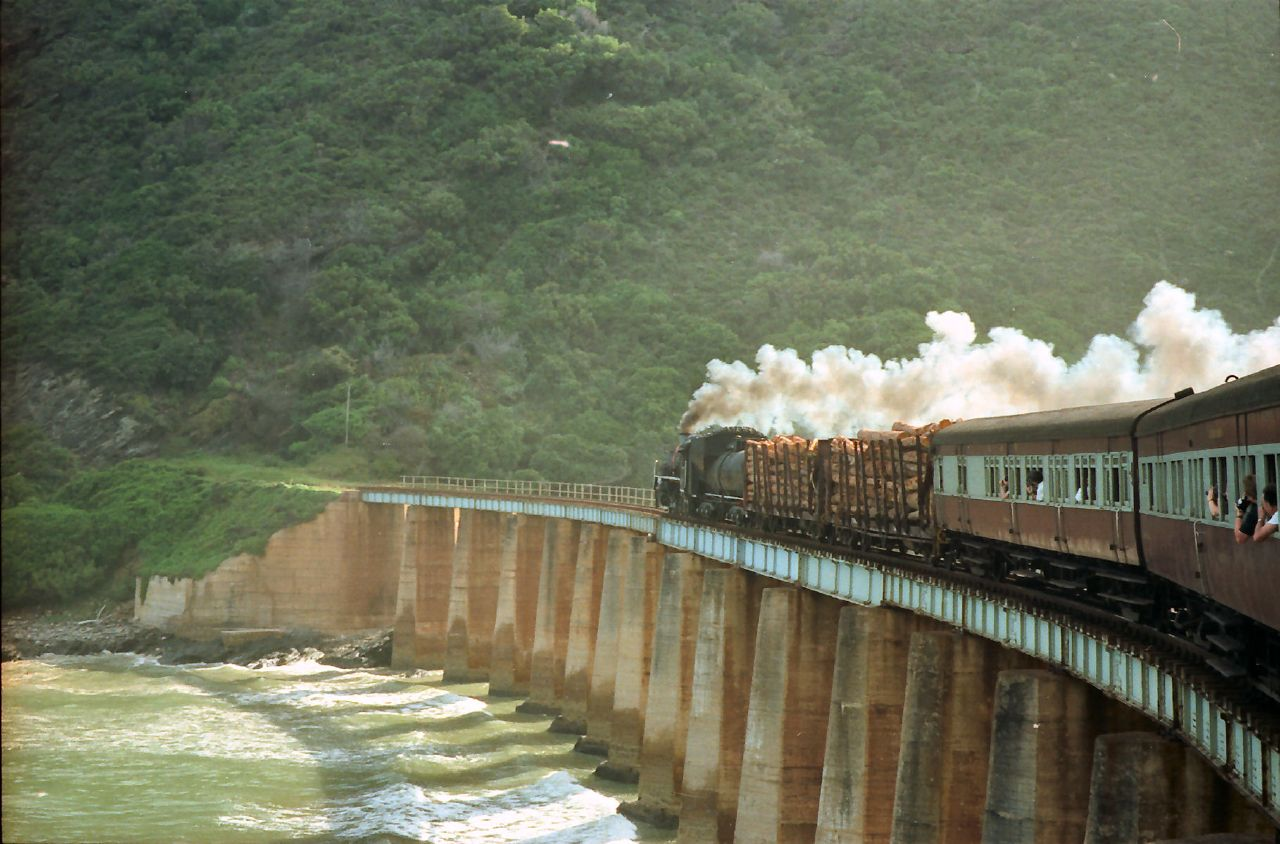
Die Brücke über den Kaaimans River

In George zweigt die Stichbahn nach Knysna von der Hauptstrecke Kapstadt–Gqeberha ab, die an dieser Stelle nach Norden ins Landesinnere schwenkt, während die Nebenbahn weiter der Küste nach Osten folgt.
Entlang des direkt aus dem Meer aufsteigenden Küstengebirges müssen zahlreiche Flussmündungen und Lagunen mit Brücken überwunden werden. Vom nicht direkt an der Küste in 226 Meter über dem Meeresspiegel gelegenen George kommend, fällt die Strecke allmählich ab, bis nach zwei kurzen Tunneln die knapp 20 Meter hohe Brücke über die Mündung des Kaaimans River erreicht wird, die bei Hochwasser direkt in der Brandung steht. Anschließend folgt ein dritter Tunnel, und nach 14,5 Kilometer wird der Ferienort Wilderness erreicht.
Der bei Wilderness mündende Touw River wird auf wenigen Kilometern dreimal überquert. Die dritte Brücke ist eine kombinierte Straßen- und Eisenbahnbrücke; der Straßenverkehr muss warten, wenn ein Zug die Brücke passiert.
Anschließend passiert die Strecke – etwa ein bis zwei Kilometer von der Küste entfernt – mehrere Lagunen und Seen. Die Brücke über die Svartvlei-Lagune ist der schwache Punkt der Strecke, da beim Bau der Fundamente kein fester Grund erreicht werden konnte und das Gewicht der darüberfahrenden Lokomotiven und Züge deshalb begrenzt ist.
Zwischen Goukamma und Knysna steigt die Strecke noch einmal mit Hilfe von engen Kehren auf über 120 Meter über dem Meeresspiegel an, bevor sie wieder auf knapp 2 Meter abfällt, auf Dämmen und Brücken die Lagune von Knysna überquert und kurz darauf den Endbahnhof in Knysna erreicht.
Etwa 500 Meter hinter dem Personenbahnhof endet die Strecke an einem kleinen Güterbahnhof.
Ursprünglich wendeten die Dampflokomotiven auf einem Gleisdreieck, welches durch eine Drehscheibe ersetzt wurde.

## Outeniqua Choo-Tjoe

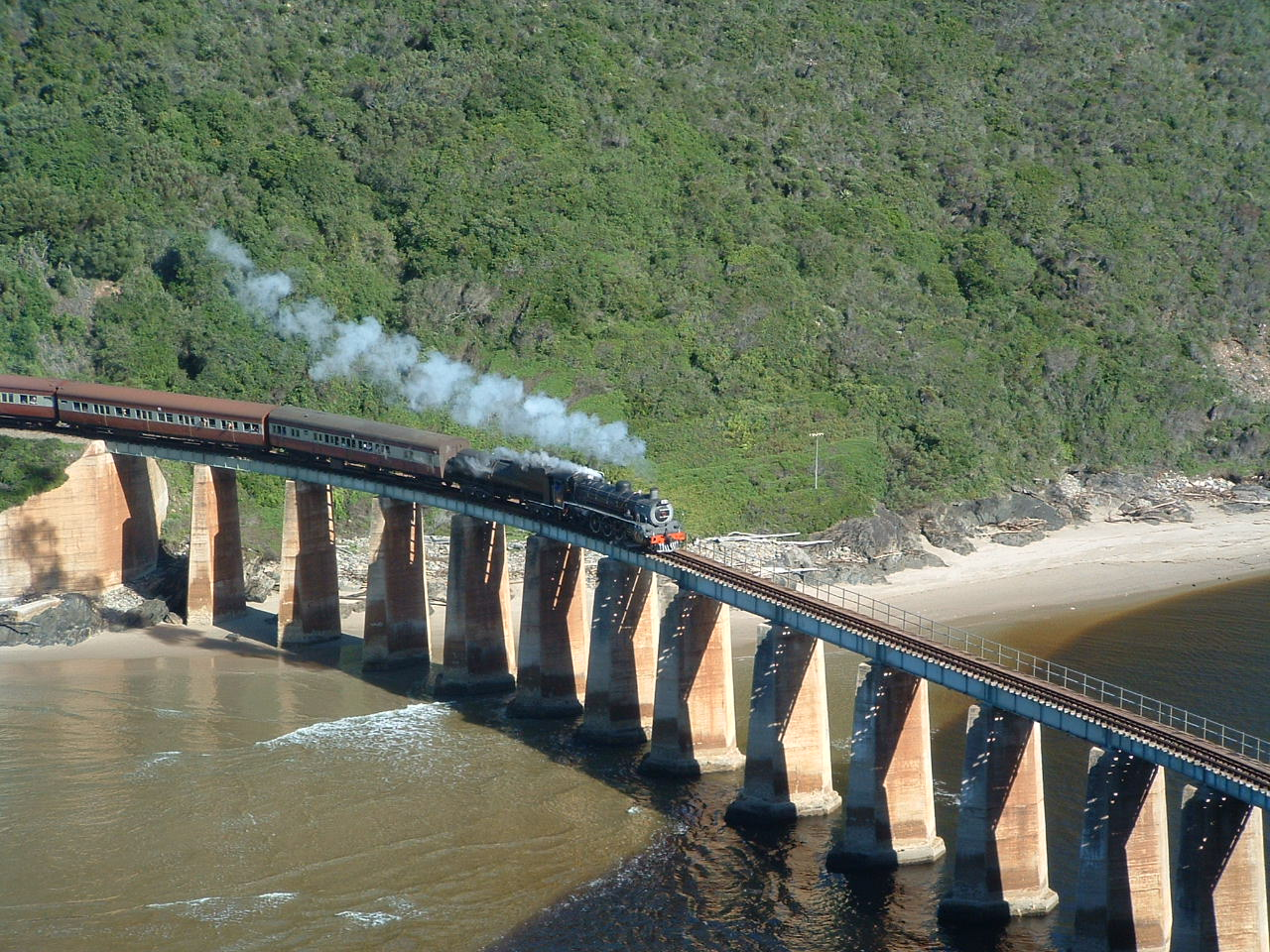
Der Choo-Tjoe auf der Brücke über den Kaaimans River

Der Outeniqua Choo-Tjoe war ein Museumszug, der nach den Outeniqua-Bergen und dem Geräusch einer Dampflokomotive benannt wurde, wobei Choo-Tjoe eine Kombination aus der englischen und der afrikaansen Schreibweise ist (beides wird gleich ausgesprochen). Außer am Sonntag verkehrten im Sommer täglich zwei Zugpaare als reine Personenzüge und zusätzlich bei Bedarf Güterzüge. Außerhalb der Saison fuhr meist nur ein Zugpaar im gemischten Güter- und Personenverkehr. Waren es 1992 noch etwa 40.000 Passagiere im Jahr, so waren es 2002 bereits 115.000, etwa 70 % davon Touristen aus dem Ausland.
Zum Einsatz kamen normalerweise Dampflokomotiven der Klassen 19D und 24. Diesellokomotiven wurden nur eingesetzt, wenn wegen Trockenheit erhöhte Waldbrandgefahr bestand.
Bis zur Einstellung des Betriebs, aufgrund von Flutschäden an der Bahnstrecke, war der Zug der letzte regelmäßige von einer Dampflokomotive gezogene Reisezug Afrikas. Bis zum 17. September 2010 fuhr der Outeniqua Choo-Tjoe auf der 1907 eröffneten und 52 Kilometer langen Bahnstrecke George–Mossel Bay. Dabei überquerte er den Gwaiing und Malgate River auf zwei großen Stahlbrücken.

## Bildergalerie

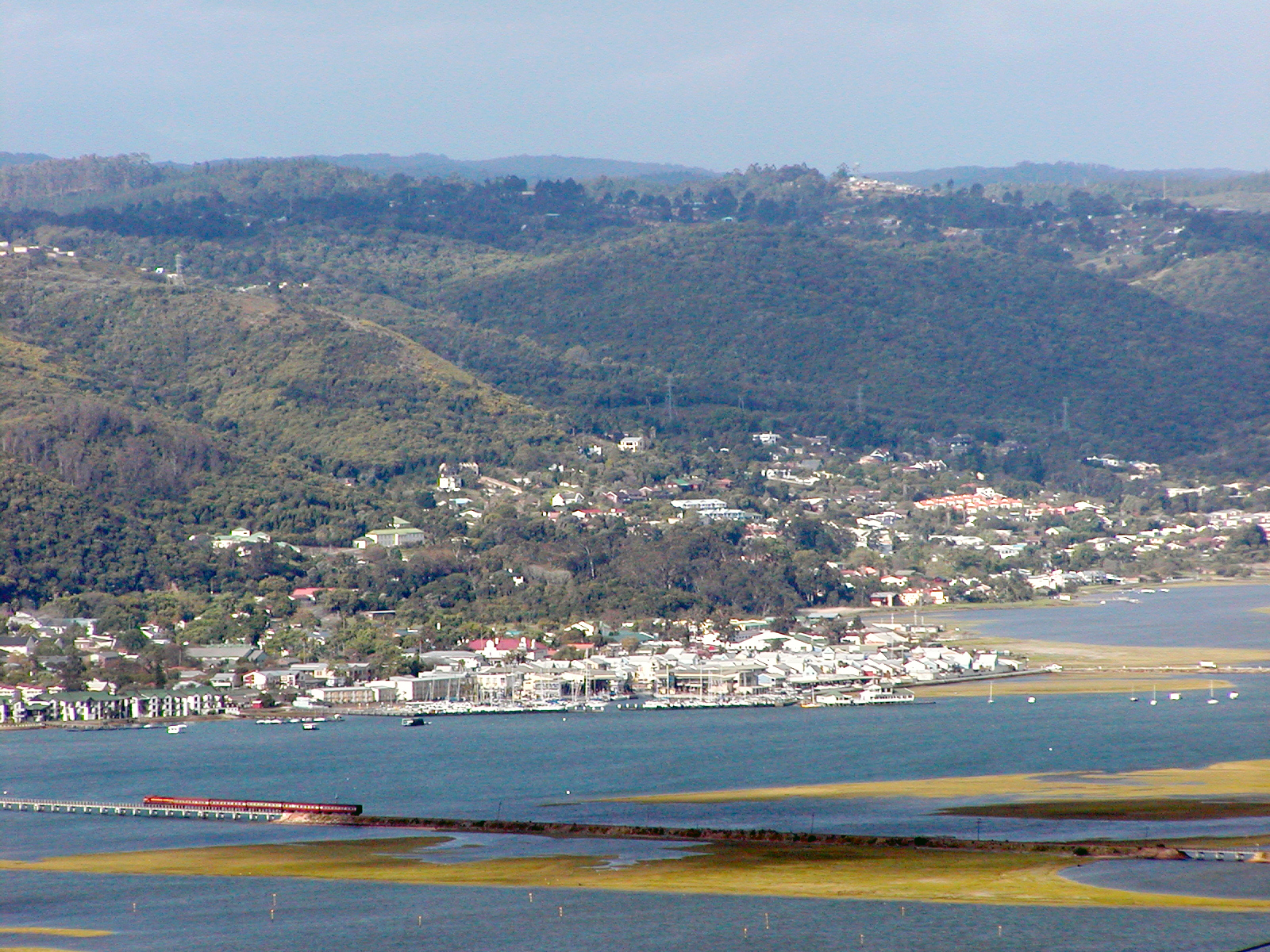
Die Lagune von Knysna mit dem Eisenbahn- Damm im Vordergrund
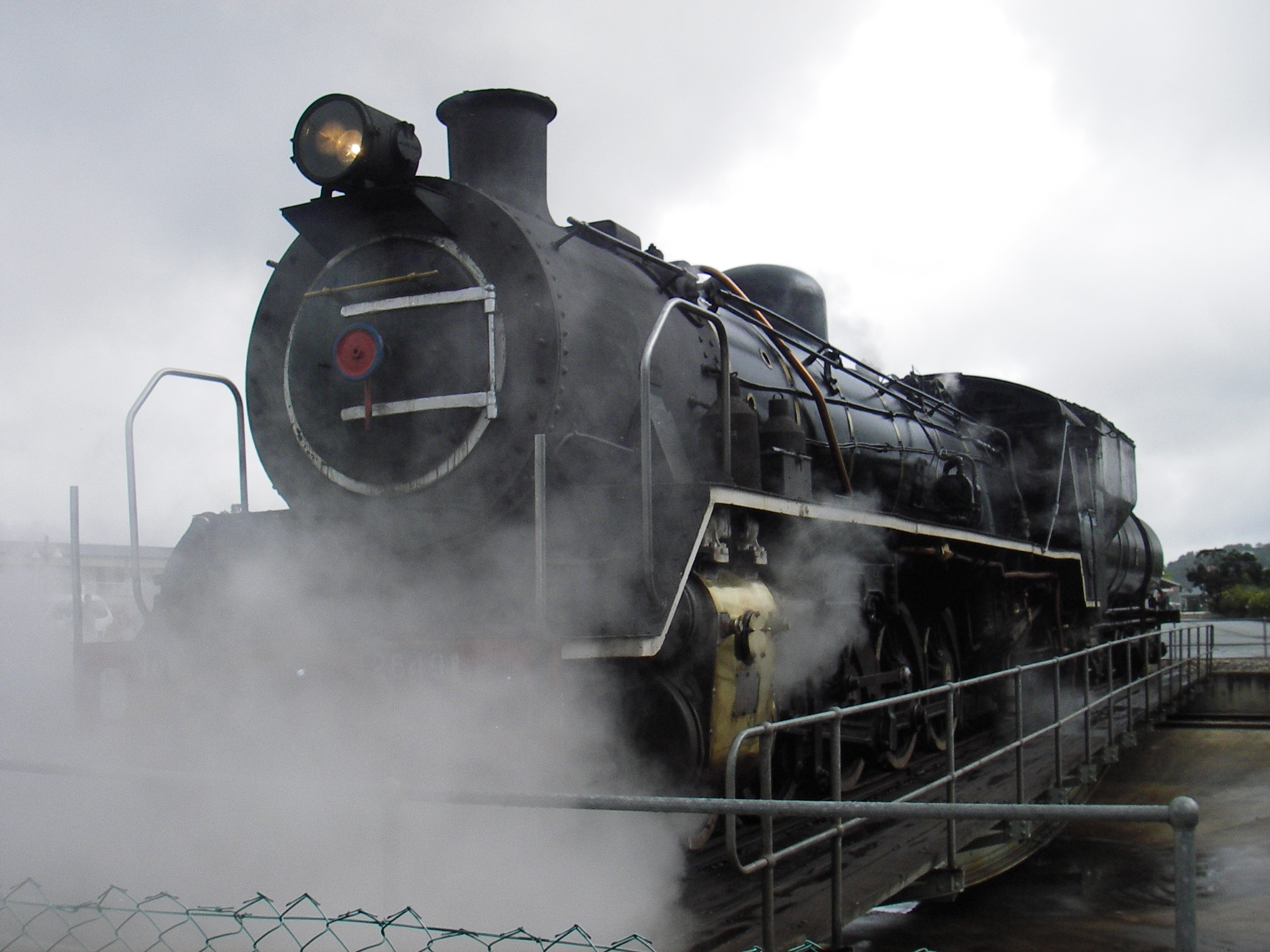
19D Nr. 2694 auf der Drehscheibe in Knysna
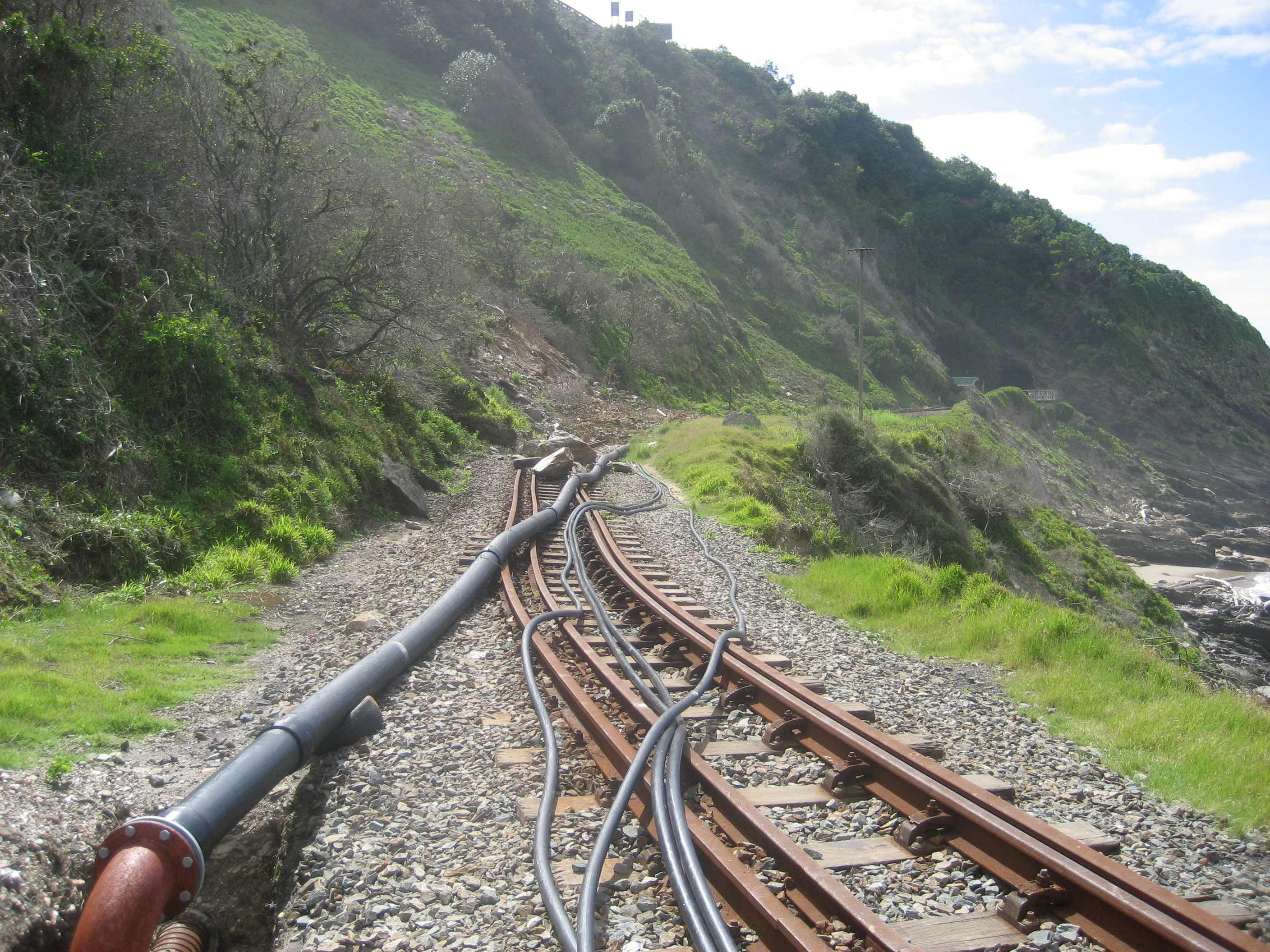
Gleisverwerfungen nahe der Brücke über den Kaaimans River
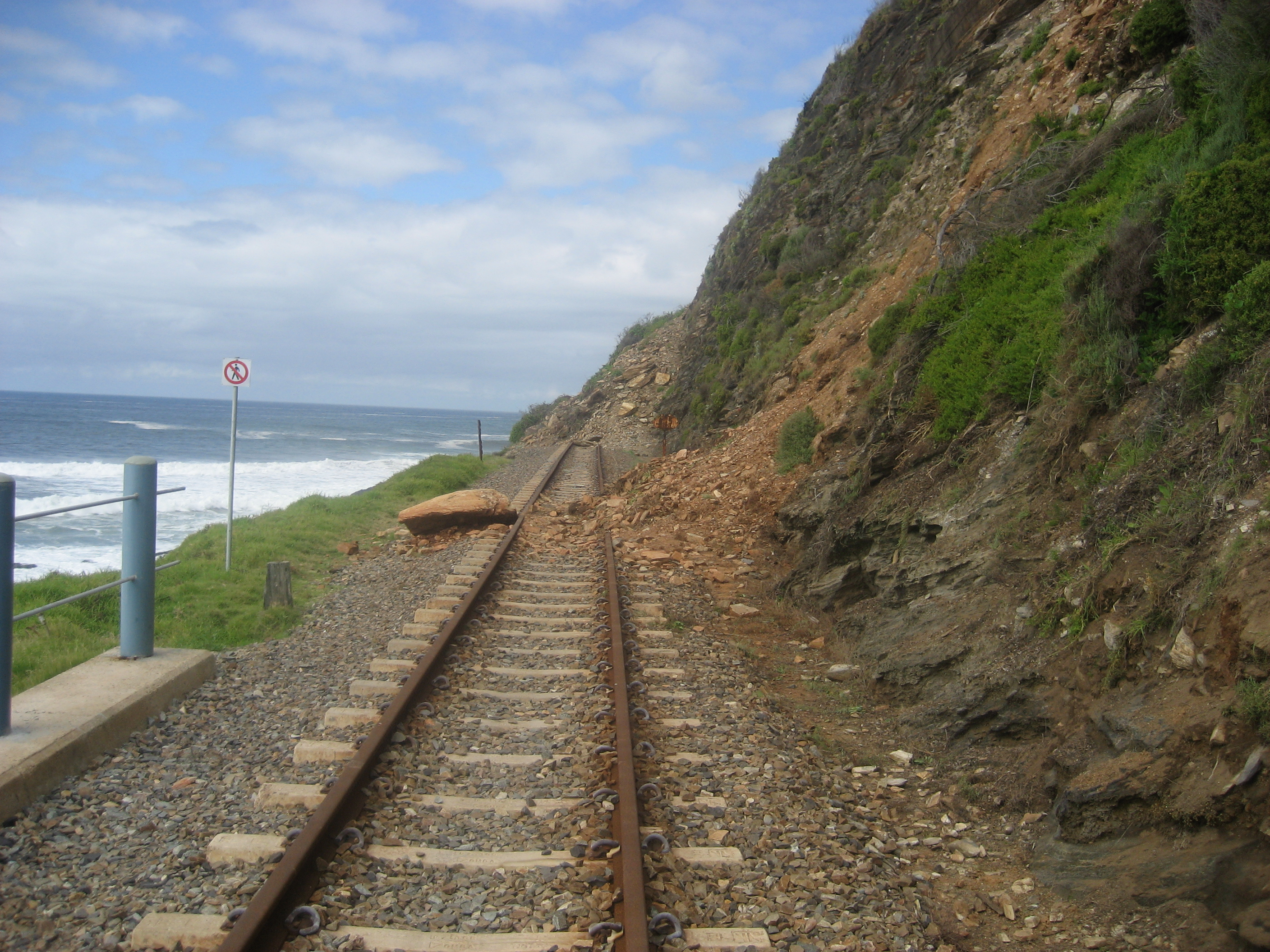
Felsmassen am Kaaimans Pass

## Nachweise
1. ↑  History of the Line and Current Status. www.friendsofthechoo-tjoe.co.za, abgerufen am 29. Juni 2016.
2. ↑  Dinner train puts Choo-Tjoe plans back on track. www.georgeherald.com, 16. Juni 2016, abgerufen am 21. Juni 2016.
3. ↑  Offizielle Webseite des Outeniqua Choo-Tjoe. abgerufen am 2. Dezember 2014
4. ↑  Good-Bye "Outeniqua Choo-Tjoe". www.kapstadt.de, 27. August 2010, abgerufen am 28. September 2010.